# Alexander Zeyer

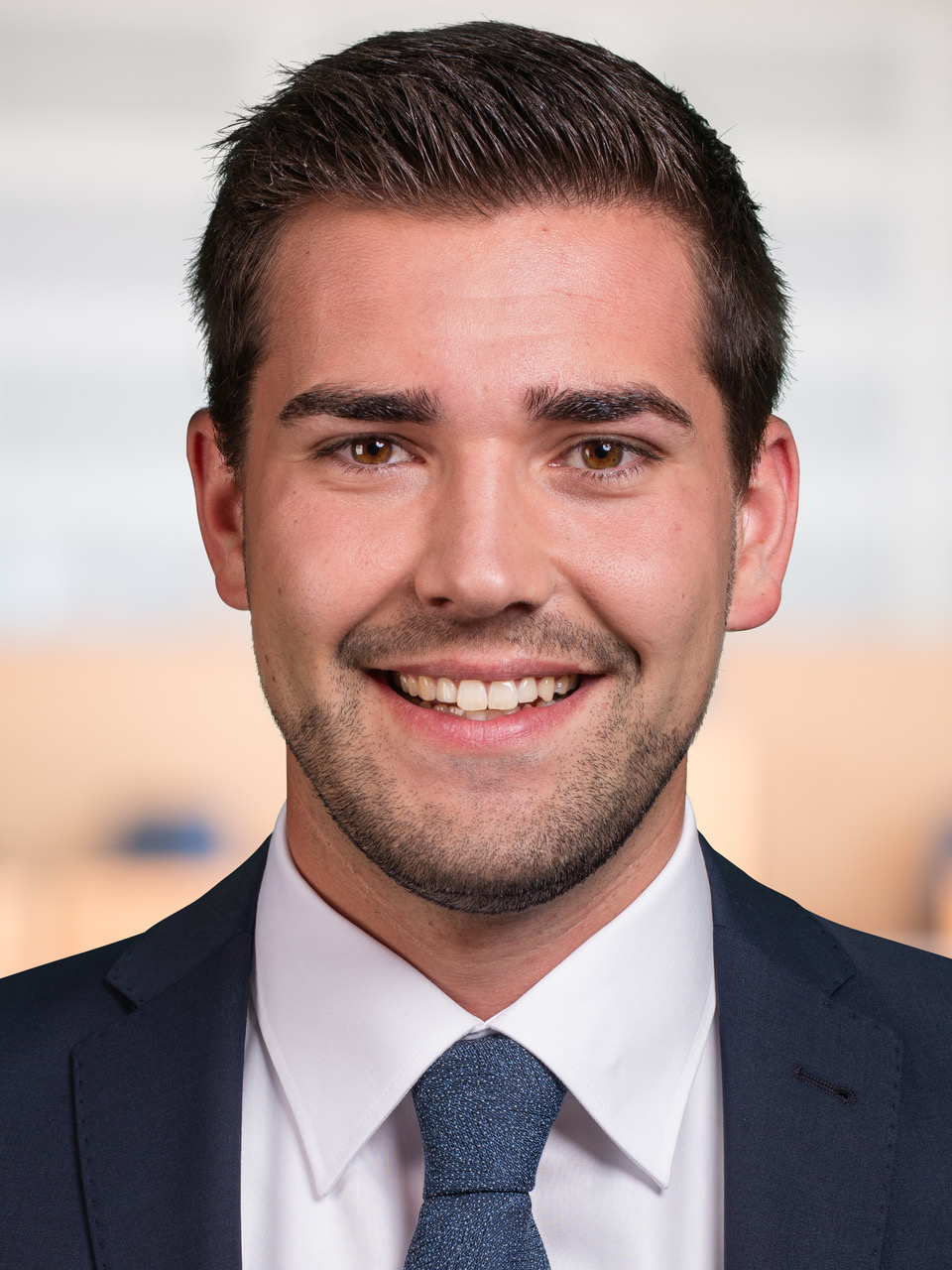
Alexander Zeyer (2016)

Rafael Alexander Zeyer (* 20. März 1993 in Saarlouis) ist ein deutscher Politiker (CDU). Er war von April 2017 bis Oktober 2019 Mitglied im saarländischen Landtag und von Oktober 2019 bis April 2022 Sprecher der saarländischen Landesregierung.

## Leben
Nach dem Besuch der Grundschule in Bliesen besuchte Alexander „Alex“ Zeyer die Gesamtschule Nohfelden-Türkismühle, wo er 2013 sein Abitur ablegte. Seit 2009 war Zeyer Landesschülersprecher des Saarlandes gewesen. Zwischen 2014 und 2016 absolvierte Zeyer eine Ausbildung zum Kaufmann für Marketingkommunikation.
Im Jahr 2007 trat Zeyer in die Junge Union ein, von März 2015 bis Oktober 2019 bekleidete er das Amt des Landesvorsitzenden der Jungen Union Saar. Seit Mai 2014 ist er Mitglied im Stadtrat St. Wendel. 2016/17 war er Geschäftsführer einer Werbeagentur in St. Wendel. Am 26. März 2017 gelang ihm bei der Landtagswahl im Saarland über die CDU-Landesliste der Einzug als Abgeordneter in den Landtag des Saarlandes, wo er nach Dennis Lander zweitjüngster Abgeordneter der Legislaturperiode war.
Im Oktober 2019 wurde Zeyer zum Regierungssprecher des Kabinetts Hans ernannt und legte damit sein Landtagsmandat nieder. Für ihn rückte Ulrich Schnur nach. Im April 2022 schied er mit dem Antritt des Kabinetts Rehlinger aus dem Amt des Regierungssprechers wieder aus. Ihm folgte Julian Lange nach.
Zeyers zum 15. Juni 2022 angetretene Tätigkeit als Sprecher der CDU-Fraktion im baden-württembergischen Landtag und deren Vorsitzenden Manuel Hagel blieb „(k)aum mehr als ein Intermezzo“; nach nur einem Jahr kehrte er wieder ins Saarland zurück, um den Posten des Leiters Marketing und Kommunikation bei Encevo Deutschland in Saarbrücken zu übernehmen.
Sein Großvater Werner Zeyer war von 1979 bis 1985 saarländischer Ministerpräsident, sein Onkel Christof Zeyer ist Landtagsdirektor des Saarlandes.